# Карничник, Жан
Жан Карни́чник (словен. Žan Karničnik; род. 18 сентября 1994, Словень-Градец, Словения) — словенский футболист, защитник клуба «Целе». Участник чемпионата Европы 2024.

## Клубная карьера
Воспитанник клуба «Марибор». Дебютировал в Первой лиге Словении в 2017 году в матче чемпионата против НК «Алюминий».
В июле 2017 перешёл в «Муру». Впервые в составе «Муры» вышел на матч Второй лиги Словении против НК «Фужинар». В 2019 году сыграл за «Муру» в квалификации Лиги Европы УЕФА против «Маккаби Хайфа». В июле 2021 года сыграл в квалификации Лиги Чемпионов против «Шкендии», но позже «Мура» отправилась в Лигу конференций. В Лиге конференций Жан впервые сыграл 16 сентября 2021 года против «Витесса».
В 2022 году стал игроком болгарского «Лудогорца».

## Карьера в сборной
В 2021 был призван в сборную Словении. Дебютировал в матче против сборной Мальты, в котором Словения выиграла 4:0.